# 廖榮祺
廖榮祺（1921年9月17日—1998年11月17日），中華民國（台灣）政治人物，臺中市人，中國國民黨籍，曾代理臺灣省議長，曾任總統府國策顧問、臺灣省議員、中國國民黨臺灣省黨部委員。1998年去世，獲李登輝總統命令褒揚。褒揚令如下：
- 總統府國策顧問廖榮祺，敦厚誠悃，志行卓越。早歲精研醫道，懸壺鄉里。仁術濟世，聲施卓著。民國六十一年，獲地方父老推崇，高票膺選蟬連第五、六、七、八屆臺灣省議會議員，讜論嘉謨，致力地方建設，促進政治興革，勳績昭著，靖獻孔彰。嗣為提攜後進，退出議壇，襟度恢弘，群倫共仰。獲聘為行政院顧問，匡政牖民，望重朝野。洊獲聘任總統府國策顧問，入贊樞機，勳猷益懋。綜其生平，宣勤議席，澤惠桑梓；景行碩德，允孚物望。遽聞殂謝，悼念殊深，應予明令褒揚，以示政府篤念耆賢之至意。